# Benjamin Varonian
Benjamin Varonian (Nizza, 15 giugno 1980) è un ex ginnasta francese.

## Palmarès
- Giochi olimpici

Sydney 2000: argento nella sbarra.